# Pontpierre (Luksemburg)
Pontpierre (lb. Steebrécken, niem. Steinbrücken) – wieś (Uertschaft) w południowym Luksemburgu, w kantonie Esch-sur-Alzette, w gminie Mondercange. Do 3 października 2015 miejscowość leżała w dystrykcie Luksemburg. Liczy 1120 mieszkańców (1 stycznia 2023).